# PZInż 222
PZInż 222 – polski prototypowy półgąsienicowy transporter piechoty z okresu dwudziestolecia międzywojennego. Według przedwojennych planów miał to być podstawowy pojazd oddziałów polskiej kawalerii zmotoryzowanej.
W roku 1938, w Biurze Studiów PZInż. inż. Edward Habich opracował projekt lekkiego, półgąsienicowego transportera opancerzonego. Nowy pojazd miał powstać z wykorzystaniem elementów samochodu Polski Fiat 618. W oparciu o projekt zbudowany prototyp oznaczony jako PZInż 222. Pod koniec 1938 roku poddano go próbom laboratoryjno-terenowym, które pojazd przeszedł pozytywnie. Produkcję planowano rozpocząć w połowie 1939 roku.
Podstawową wersją pojazdu PZInż 222 był półgąsienicowy transporter piechoty. Planowano też stworzenie pojazdów w wersjach specjalistycznych - np. wóz zwiadowczy, wóz telefoniczny oraz ciągnik artyleryjski (do holowania lekkich działek i nasłuchowników Goertza).
Ocenia się, że do początku wojny oprócz prototypu zdołano wyprodukować 12 transporterów w wersji podstawowej. Latem 1939 roku pojazdy te przechodziły ostatnie badania w 10 Brygadzie Kawalerii i prawdopodobnie ta jednostka użyła ich w czasie kampanii wrześniowej.